# Национален конгрес на Бразилия
Националният конгрес на Бразилия (на португалски: Congresso Nacional do Brasil) е висш конституционен представителен орган на държавната власт в Бразилия, на когото Конституцията на страната поверява упражняването на върховната законодателна власт на федерално равнище. Националният конгрес на Бразилия представлява двукамарно събрание, което се състои от Камара на депутатите и Федерален сенат.

## Камари на Конгреса

### Камара на депутатите
Камара на депутатите (на португалски: Câmara dos Deputados do Brasil) е долната камара на Националния конгрес на Бразилия. Тя се състои от 513 депутати, които се избират пряко от населението на всички бразилски щати и Федералния окръг на страната за срок от 4 години. Изборите за Камарата на депутатите в Бразилия се провеждат по пропорционалната система, като местата в камарата са разпределени пропорционално между отделните щати и Федералния окръг на базата на броя на населението им, като минималният брой на депутатите, с които всеки щат е предсавен в Конгреса, е осем, а максимално допустимият им брой е 70.
След изтичането на 4-годишния легислативен период на камарата, всеки депутат може да бъде преизбиран неограничен брой пъти за следващ мандат.

### Федерален сенат
Федералният сенат (на португалски: Senado Federal) е горната камара на Националния конгрес на Бразилия. Федералният сенат се състои от 81 сенатори – по трима сенатори от всеки щат и Федералния окръг, избирани пряко от населението за срок от 8 години. Изборите за сенатори в Бразилия се провеждат по мажоритарната система, на същия принцип като президентските избори. Една трета от състава на бразилския Сенат обаче се подновява след изтичането на първите четири години от мандата му.

### Условия към членовете на камарите
Конституцията на Бразилия задава някои общи изисквания, на които трябва да отговарят членовете на всяка камара. На първо място кандидатите за Конгреса не трябва да заемат други длъжности в изпълнителната или съдебната власт, както и длъжности във въоръжените сили на страната. Общо е и условието кандидат-депутатите и кандидат-сенаторите да са членове на политическа партия и съотвтно кандидатурите им да са издигнати от политическа партия. Вземайки предвид задължителната конституционна обвързаност на кандидатите за Конгреса с политическите партии, което до голяма степен определя и вота на избирателите, Върховният федерален съд на Бразилия излиза с решение, което забранява на депутатите и сенаторите да променят партийната си принадлежност по време на своя мандат, което дотогава е било честа практика, нарушаваща зададеното от избирателите партийно разпределение на местата в двете камари, което всъщност представлява и заобикаляне на избирателната воля.

## Правомощия на Конгреса
Националният конгрес на Бразилия обсъжда и приема законите на страната и други нормативни актове. В компетенциите на бразилския Конгрес е да обсъжда, и гласува закони, предложени от Президента на страната. Националният конгрес има правото да одобрява и променя данъчната система на страната, да въвежда нови данъци и такси, да изменя размера на старите, да приема и ежегодния бюджет на страната, да утвърждава и променя структурата и състава на Въоръжените сили. Конгресът има правомощието да контролира разходите, финансите, бюджетните операции и федералното имущество, при което Националният конгрес в Бразилия е подпомаган от дейността на Сметната палата, която има статут на независим съд. Конгресът може да се произнася за законността, целесъобразността и икономическата ефективност на отпусканите от Съюза парични субсидии. Конгресът на страната има право да отправя въпроси и допитвания до Президента на Републиката и до всеки от министрите.
Депутатите и сенаторите в Националния конгрес на Бразилия се ползват със съдебен имунитет по време на своя мандат и не могат да бъдат подвеждани под отговорност нито за своите изказвания, направени в Националния конгрес, нито за начина, по който са главували при приемането на законите.

## Органи към Конгреса
Към двете камари на Националния конгрес на Бразилия заседават постоянни и временни комисии, в които са представени пропорционално всички политически партии в съответната камара. Комисиите на Конгреса обсъждат текущи дела от тяхната компетентност. В тях се обсъждат и гласуват проектозакони, чието внасяне пред общото събрание на съответната камара не е задължително. Комисиите имат и контролни правомощия. Всяка камара избира свои председателски съвет, който се състои от председателя на камарата, заместник-председателя, и секретарите на председателя, които се избират измежду членовете на съответната камара за срок от две години, като повторно преизбиране в председателския комитет е забранено. Членовете на Председателския съвет на Камарата на депутатите и тези от Председателския съвет на Федералния сенат образуват Председателски съвет на Националния конгрес на Бразилия, който се председателства от председателя на Сената. Останалите длъжности в Председателския съвет на Националния конгрес се заемат последователно от лицата със съответстващ ранг в председателските съвети на двете камари на Конгреса.

## Заседанията на Конгреса
Националният конгрес на Бразилия заседава на сесии, които се провеждат два пъти в годината в столицата на Съюза – Бразилия. По принцип двете камари на Конгреса на Бразилия заседават поотделно. Конституцията допуска провеждането на общи заседания на двете камари, когато се открива нова сесия на Конгреса, когато президентът на Бразилия полага клетва при встъпването си в длъжност и когато трябва да се проведе процедура за преодоляване на президентско вето върху гласуван от Конгреса закон.
Право на законодателна инициатива пред Националния конгрес на Бразилия имат президентът на Републиката, всеки член на двете камари на Конгреса, Върховният федерален съд, висшите съдилища, главният прокурор на страната и гражданите на страната, което става по реда и условията в Конституцията. За приети се считат законопроектите, които са одобрени в двете камари на Конгреса. Изискването не важи при приемането на закони, които са от компетенциите на отделните камари.

### Сградата на Конгреса
От 1960 г. Националният конгрес на Бразилия заседава в специална сграда в столицата на федерацията – Бразилия. Като повечето представителни сгради в бразилската столица и сградата на Конгреса е построена в модернистичен стил по проект на известния архитект Оскар Нимайер.
Заседателните зали на двете камари на Конгреса са оформени като две големи полукълба, поставени в двата края на сградата – в лявото полукълбо заседава Сенатът, а в дясното – Камарата на депутатите. Между тях се извисяват две високи кули, в които се помещават офиси. Конгресът заема и част от околните сгради.

## Представени партии
| Партия                                 | Партия                                                                                               | Камара на депутатите | Камара на депутатите | Камара на депутатите | Камара на депутатите | Федерален сенат | Федерален сенат | Федерален сенат | Федерален сенат | Федерален сенат |
| Партия                                 | Партия                                                                                               | Гласове              | %                    | Места                | +/–                  | Гласове         | %               | Места           | Общо            | +/–             |
| -------------------------------------- | --- | -------------------- | -------------------- | -------------------- | -------------------- | --------------- | --------------- | --------------- | --------------- | --------------- |
|                                        | Партия на работниците (Partido dos Trabalhadores, PT)                                                | 10.126.611           | 10,3                 | 54                   | –15                  | 24.785.670      | 14,5            | 4               | 6               | –6              |
|                                        | Социаллиберална партия (Partido Social Liberal, PSL)                                                 | 11.457.878           | 11,7                 | 52                   | +51                  | 19.413.869      | 11,3            | 4               | 4               | +4              |
|                                        | Прогресивна партия (Partido Progressista, PP)                                                        | 5.480.067            | 5,6                  | 38                   | –                    | 7.529.901       | 4,4             | 5               | 6               | +1              |
|                                        | Социалдемократическа партия (Partido Social Democrático, PSD)                                        | 5.749.008            | 5,8                  | 35                   | –1                   | 8.202.342       | 4,8             | 4               | 7               | +4              |
|                                        | Партия на бразилското демократическо движение (Partido do Movimento Democrático Brasileiro, MDB)     | 5.439.167            | 5,5                  | 34                   | –32                  | 12.800.290      | 7,5             | 7               | 12              | –6              |
|                                        | Партия на Републиката (Partido da República, PR)                                                     | 5.224.591            | 5,3                  | 33                   | –1                   | 3.130.082       | 1,8             | 1               | 2               | –2              |
|                                        | Бразилска социалистическа партия (Partido Socialista Brasileiro, PSB)                                | 5.386.400            | 5,5                  | 32                   | –2                   | 8.234.195       | 4,8             | 2               | 2               | –5              |
|                                        | Бразилска републиканска партия (Partido Republicano Brasileiro, PRB)                                 | 4.992.016            | 5,1                  | 30                   | +9                   | 1.505.607       | 0,9             | 1               | 1               | –               |
|                                        | Бразилска социалдемократическа партия (Partido da Social Democracia Brasileira, PSDB)                | 5.905.541            | 6,0                  | 29                   | –25                  | 20.310.558      | 11,9            | 4               | 8               | –2              |
|                                        | Демократи (Democratas, DEM)                                                                          | 4.581.162            | 4,7                  | 29                   | +8                   | 9.218.658       | 5,4             | 4               | 6               | +2              |
|                                        | Демократическа работническа партия (Partido Democrático Trabalhista, PDT)                            | 4.545.846            | 4,6                  | 28                   | +9                   | 7.737.982       | 4,5             | 2               | 5               | –3              |
|                                        | Солидарност (SOLIDARIEDADE, SD)                                                                      | 1.953.067            | 2,0                  | 13                   | –2                   | 4.001.903       | 2,3             | 1               | 1               | –               |
|                                        | Подемос (Podemos)                                                                                    | 2.243.320            | 2,3                  | 11                   | +7                   | 5.494.125       | 3,2             | 1               | 5               | +5              |
|                                        | Социализъм и свобода (Partido Socialismo e Liberdade, PSOL)                                          | 2.783.669            | 2,8                  | 10                   | +5                   | 5.273.853       | 3,1             | 0               | 0               | –1              |
|                                        | Бразилска работническа партия (Partido Trabalhista Brasileiro, PTB)                                  | 2.022.719            | 2,1                  | 10                   | –15                  | 1.899.838       | 1,1             | 2               | 3               | –               |
|                                        | Комунистическа партия на Бразилия (Partido Comunista do Brasil, PC do B)                             | 1.329.575            | 1,4                  | 9                    | –1                   | 1.673.190       | 1,0             | 0               | 0               | –1              |
|                                        | Нова партия (Partido Novo, NOVO)                                                                     | 2.748.079            | 2,8                  | 8                    | Нова                 | 3.467.746       | 2,0             | 0               | 0               | Нова            |
|                                        | Републиканска партия на социалния ред (Partido Republicano da Ordem Social, PROS)                    | 2.042.610            | 2,1                  | 8                    | –3                   | 1.370.513       | 0,8             | 1               | 1               | –               |
|                                        | Социалхристиянска партия (Partido Social Cristão, PSC)                                               | 1.765.226            | 1,8                  | 8                    | –5                   | 4.126.068       | 2,4             | 1               | 1               | +1              |
|                                        | Народна социалистическа партия (Partido Popular Socialista, PPS)                                     | 1.590.084            | 1,6                  | 8                    | –2                   | 2.954.800       | 1,7             | 2               | 2               | +2              |
|                                        | Аванте (AVANTE)                                                                                      | 1.844.048            | 1,9                  | 7                    | +5                   | 731.379         | 0,4             | 0               | 0               | –               |
|                                        | Хуманистична партия за солидарност (Partido Humanista da Solidariedade, PHS)                         | 1.426.444            | 1,5                  | 6                    | +1                   | 4.228.973       | 2,5             | 2               | 2               | +2              |
|                                        | Патриот (Patriota, PATRI)                                                                            | 1.432.304            | 1,5                  | 5                    | +3                   | 60.589          | 0,0             | 0               | 0               | –               |
|                                        | Зелена партия (Partido Verde, PV)                                                                    | 1.592.173            | 1,6                  | 4                    | –4                   | 1.226.392       | 0,7             | 0               | 0               | –1              |
|                                        | Прогресивнорепубликанска партия (Partido Republicano Progressista, PRP)                              | 851.368              | 0,9                  | 4                    | +1                   | 1.974.061       | 1,2             | 1               | 1               | +1              |
|                                        | Партия на националната мобилизация (Partido da Mobilização Nacional, PMN)                            | 634.129              | 0,6                  | 3                    | –                    | 329.973         | 0,2             | 0               | 0               | –               |
|                                        | Християнработническа партия (Partido Trabalhista Cristão, PTC)                                       | 601.814              | 0,6                  | 2                    | –                    | 222.931         | 0,1             | 0               | 1               | +1              |
|                                        | Устойчива мрежа(Rede Sustentabilidade, REDE)                                                         | 816.784              | 0,8                  | 1                    | Нова                 | 7.166.003       | 4,2             | 5               | 5               | Нова            |
|                                        | Свободна родина (Partido Pátria Livre, PPL)                                                          | 385.197              | 0,4                  | 1                    | +1                   | 504.209         | 0,3             | 0               | 0               | –               |
|                                        | Християндемокрация (Democracia Cristã, DC)                                                           | 369.386              | 0,4                  | 1                    | –1                   | 154.068         | 0,1             | 0               | 0               | –               |
|                                        | Бразилска партия за работническо обновление (Partido Renovador Trabalhista Brasileiro, PRTB)         | 684.976              | 0,7                  | 0                    | –1                   | 886.267         | 0,5             | 0               | 0               | –               |
|                                        | Бразилска партия на жените (Partido da Mulher Brasileira, PMB)                                       | 228.302              | 0,2                  | 0                    | –                    | 51.027          | 0,0             | 0               | 0               | –               |
|                                        | Бразилска комунистическа партия (Partido Comunista Brasileiro, PCB)                                  | 61.343               | 0,1                  | 0                    | –                    | 256.655         | 0,1             | 0               | 0               | –               |
|                                        | Обединена социалистическа работническа партия (Partido Socialista dos Trabalhadores Unificado, PSTU) | 41.304               | 0,0                  | 0                    | –                    | 413.914         | 0,2             | 0               | 0               | –               |
|                                        | Партия на работническата кауза (Partido da Causa Operária, PCO)                                      | 2.785                | 0,0                  | 0                    | –                    | 38.691          | 0,0             | 0               | 0               | –               |
| Недействителни/празни гласове          | Недействителни/празни гласове                                                                        | 18.771.737           | 16,0                 | –                    | –                    | 61.995.824      | 26,6            | –               | –               | –               |
| Общо                                   | Общо                                                                                                 | 117.111.476          | 100                  | 513                  | 0                    | 171.376.322     | 100             | 54              | 81              | 0               |
| Регистрирани гласоподаватели/Активност | Регистрирани гласоподаватели/Активност                                                               | 146.750.529          | 79,8                 | –                    | –                    | 146.750.529     | 73,4            | –               | –               | –               |
| Източник: Election Resources           | |                      |                      |                      |                      |                 |                 |                 |                 |                 |